# Friedensweiler

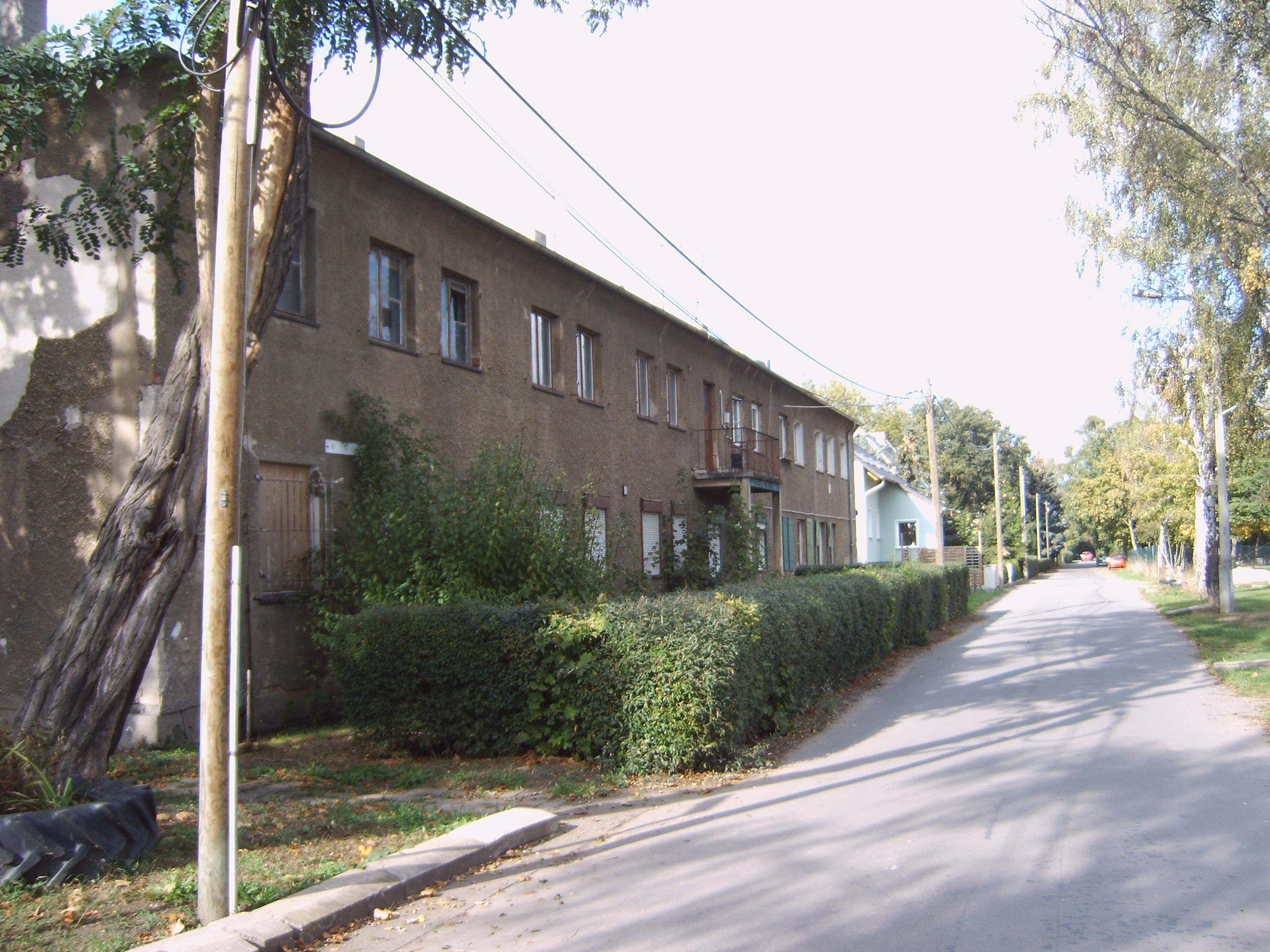
Straße in Friedensweiler (Zum Waldsee)

Friedensweiler ist ein zum Magdeburger Stadtteil Berliner Chaussee gehörender Ortsteil.

## Lage
Friedensweiler liegt im östlich der Elbe gelegenen Stadtgebiet Magdeburgs. Im Norden und Osten grenzt der Ortsteil an den Stadtteil Herrenkrug. Westlich liegt das Stadion Neue Welt. Im Süden wird der Ortsteil durch die Berliner Chaussee begrenzt.

## Fläche und Bevölkerung
In Friedensweiler leben 347 Einwohner (Jahr 2001). Die Fläche des Ortsteils beträgt 0,42 km². Der Arbeitslosenanteil befindet sich im Magdeburger Durchschnitt. Der Ausländeranteil beträgt lediglich 1,4 % (2001).

## Wirtschaft
In Friedensweiler bestehen einige kleinere Handels- und Handwerksbetriebe. Im Jahr 2001 waren 7 IHK-Mitglieder und zwei Handwerksbetriebe registriert.

## Geschichte
Im Jahr 1928 wurde hier weit ab der traditionellen Wohnlagen der Stadt ein Flughafen für die Luftpost errichtet. Bald erfolgte eine militärische Nutzung des Flugplatzes. 1930 entstand dann die eigentliche Siedlung Friedensweiler als Teil des Fliegerhorstes. Nach der Machtübernahme durch die Nationalsozialisten wurde hier das Fliegerausbildungs-Regiment Nr. 21 stationiert. Nördlich der Berliner Chaussee befanden sich die Kasernen, südlich und somit außerhalb des heutigen Friedensweiler das Flugfeld, die Hangars und die Flugleitstelle.
Nach dem Ende des Zweiten Weltkriegs wurde der Flugplatz nicht mehr genutzt. Später entstand auf Teilen des Rollfelds eine Schweinemastanlage. 1947 wurden von der Stadt Magdeburg mit Genehmigung der Sowjetischen Militäradministration für Umsiedler und Angehörige des ehemaligen Unternehmens Schäffer & Budenberg Wohnungen gebaut. In dieser Zeit erhielt die Siedlung den Namen Friedensweiler. 1949 baute der Magdeburger Industriebetrieb MAW die Kasernen zu Betriebswohnungen für 2.500 Menschen um. Das alte Casino wurde zum Kulturhaus Friedensweiler umgebaut, später jedoch abgerissen. Die ehemalige Fliegerschule wurde zur POS Ernst Grube und später zur Grundschule Friedensweiler. 2002 erfolgte jedoch die Schließung der Schule.
Zur Geschichte der Straßen und Bedeutung ihrer Namen siehe Magdeburger Straßen.

## Persönlichkeiten
In Friedensweiler lebte und verstarb der tschechische Fußballspieler Pavel Pergl.